# Avinguda Meridiana
L'Avinguda Meridiana (in spagnolo Avenida Meridiana) è una delle strade principali della città di Barcellona. Il suo nome deriva dalla sua posizione, dal momento che il suo tratto iniziale coincide con il meridiano Dunkerque-Barcellona, utilizzato nel 1791 per definire la lunghezza del metro come diecimilionesima parte di un quarto di meridiano terrestre.
Originariamente progettata da Ildefons Cerdà nel 1859 per essere una delle due più importanti vie di transito di Barcellona, non acquistò mai questa importanza ma è comunque una strada di grande transito collegando il Parc de la Ciutadella con le zone settentrionali di Barcellona.
Il 19 giugno 1987 il gruppo separatista basco ETA piazzò una bomba nel seminterrato di un ipermercato Hipercor di questa strada, uccidendo 21 persone e ferendone altre 41.